# Cophura vera
Cophura vera là một loài ruồi trong họ Asilidae. Cophura vera được Pritchard miêu tả năm 1935. Loài này phân bố ở vùng Tân Bắc giới.